# 千流の雫
「千流の雫」（せんりゅうのしずく）は、工藤静香の通算10枚目のシングル。1990年5月9日にポニーキャニオンから発売された。

## 背景
表題曲は、工藤自身も出演した太陽誘電カセットテープ「That's OW-1/OW-2」のCMソングとして使用された。

## 制作
シングル楽曲で初めて、愛絵理（工藤のペンネーム）作詞曲が起用された作品。当初の曲名は「千粒の雫」であったが、のちに「千流」に変更した。
イントロ部分や間奏部分で、立体音響を取り入れている。

## リリース
1990年5月9日にポニーキャニオンから、8cmCD・CTの2形態で発売された。
プロモーション用として、EPレコードが存在するが、ジャケットはコピーをとったような簡単なものであった。

## 収録曲
- 全作曲: 後藤次利／編曲: Draw4

1. 千流の雫
  - 作詞: 愛絵理
2. Beautiful Word
  - 作詞: 三浦徳子

## 収録アルバム
- 千流の雫
  - unlimited
  - intimate
  - Super Best
  - ミレニアム・ベスト
  - Shizuka Kudo 20th Anniversary the Best

※オリジナルアルバム未収録
- Beautiful Word
  - 20th Anniversary B-side collection

## カヴァー
| アーティスト | 収録作品                     | 発売日        | 規格品番            | 備考 |
| 千流の雫     | 千流の雫                     | 千流の雫      | 千流の雫            | 千流の雫                                                                                                  |
| ------------ | ---------------------------- | ------------- | ------------------- | --- |
| 華原朋美     | 『MEMORIES -Kahara Covers-』 | 2014年3月12日 | UPCH-9923（CD+DVD） | 2014年4月26日に放送された『ミュージックフェア』（フジテレビ系）にて、工藤とデュエットで本曲を歌っている。 |
| 華原朋美     | 『MEMORIES -Kahara Covers-』 | 2014年3月12日 | UPCH-1964（CD）     | 2014年4月26日に放送された『ミュージックフェア』（フジテレビ系）にて、工藤とデュエットで本曲を歌っている。 |